# 홈택스
홈택스(Hometax)는 국세청이 기존의 홈택스전자서비스와 현금영수증, e세로등 8개 국세청 인터넷 서비스를 하나로 통합하여 2015년부터 제공하기 시작한 인터넷 서비스이다. 2010년 1월 1일부터 발행되기 시작한 법인사업자의 전자세금계산서 발급을 시작으로 e세로 인터넷 서비스가 개시되었으며 이러한 증가되는 분산된 서비스들을 효율적으로 다루고자 기존의 국세청 홈택스 서비스와 통합하여 새롭게 제공하였다.

## 전자 기록 관리 시스템
웹기반의 '홈택스' 국세청 서비스는 마이크로소프트 윈도우뿐만 아니라 리눅스, 안드로이드 스마트폰 등 다양한 운영 체제(OS)를 지원하며 크롬 브라우저, 마이크로소프트 브라우저 등 여러 인터넷 환경도 지원하고 있다. 이로써 인터넷 환경에서 보다 다양하고 폭넓은 사용자들에게 서비스를 제공하게 되었다. 한편 홈택스 그리고 대법원의 인터넷 등기소과 경찰청의 이파인 등 전자정부의 가시적인 성과물들 및 이러한 OS범용성 지원을 포함하는 한국의 전자 기록 관리 시스템은 세계적으로 우수한 것으로 평가받고 있다.